# Henschel DHG 200 B
Die Henschel DHG 200 B ist eine dieselhydraulische Lokomotive die von den  Henschel-Werken gebaut wurde. Sie war für den Einsatz im Rangierdienst vorgesehen. Die Achsfolge der Henschel DHG 200 B ist B. Der konstruktive Ursprung dieser Maschine stammt nicht aus Kassel, sondern aus Esslingen. 1961 übernahm Henschel das Diesellok-Typenprogramm der Maschinenfabrik Esslingen. Von dort wurden die konstruktiven Merkmale, wie zum Beispiel der Gelenkwellenantrieb, übernommen und die Lokomotiven in Kassel gebaut.
Die Henschel DHG 200 B wurde zwischen 1964 und 1966 in nur fünf Exemplaren gebaut. Davon ging eine an die Luxemburgischen Staatsbahnen (CFL). Vier Loks gingen an deutsche Industriebetriebe. Anfang der 2000er-Jahre waren noch alle Maschinen im Einsatz; 2025 zwar alle vorhanden, die meisten jedoch abgestellt.